# Arnold Zarft
Arnold Withold Zarft (* 16. November 1930 in Bergerdamm; † 29. Juni 2009 in Neustrelitz) war ein deutscher Pastor und seit 2004 Ehrenbürger der Stadt Neustrelitz. Er war bekannt für seine volksnahen – auch in Plattdeutsch gehaltenen – tagesaktuellen Predigten und setzte sich für den Erhalt der Neustrelitzer Kirchen ein.

## Leben
Arnold Zarft wurde als Sohn eines Landwirts geboren. Er besuchte die Dorfschule in Neuenkirchen und absolvierte eine Lehre als Landmaschinenschlosser, um anschließend in der Neptunwerft in Rostock zu arbeiten. Nach dem Besuch eines Proseminars studierte Zarft von 1952 bis 1955 Theologie in Wittenberg und absolvierte ab November 1955 das Vikariat in Ballwitz, wo er anschließend Pastor wurde. Am 10. Februar 1956 heiratete er Martha (* 23. September 1933; † 18. Februar 2009), mit der er vier Kinder hatte. Von Mai 1967 bis September 1972 war Zarft dann als Pastor in Friedland tätig – in dieser Amtszeit nahm er als Gasthörer an Philosophie-Vorlesungen an der Universität Greifswald teil.
Vom 31. Juli 1972 bis 10. Dezember 1995 war Arnold Zarft Pastor für die Evangelisch-Lutherische Stadtkirchgemeinde und die Gemeinde in Zierke an der Stadtkirche in Neustrelitz. In dieser Zeit wirkte er intensiv am Erhalt der Kirchen, insbesondere in Zierke und der Stadtkirche, mit und erlangte Bekanntheit durch seine volksnahen Predigten, die von einer besonderen Tagesaktualität geprägt waren und die er auch in plattdeutscher Sprache hielt. Zarft engagierte sich außerdem für den Umweltschutz und baute Hauskreise auf. Als Pastor wird ihm ein wesentlicher Beitrag für einen friedlichen Verlauf der Proteste der Bevölkerung im Jahr 1989 nachgesagt. So unterstützte er die örtliche Bürgerbewegung und stellte den Kontakt zu Bärbel Bohley vom Neuen Forum her. Nach 1991 übernahm Zarft den berufsethischen Unterricht beim Bundesgrenzschutz und führte innerkirchliche Weiterbildungen durch.
Am 9. November 2004 wurde Arnold Zarft die Ehrenbürgerschaft der Stadt Neustrelitz im Rahmen einer Festveranstaltung unter Teilnahme von Joachim Gauck als Festredner verliehen.